# Seven Arcs
Seven Arcs Co., Ltd. (株式会社セブン・アークス?, Kabushiki-gaisha Sebun Ākusu) è uno studio di animazione giapponese con sede a Nakano (Tokyo), fondato il 31 maggio 2002 dal precedente staff di Pierrot. Nel 2012 è nata una sussidiaria chiamata Seven Arcs Pictures, Co. Ltd., mentre nel 2017 l'azienda è stata acquistata da Tokyo Broadcasting System.

## Opere

### Serie TV anime
- Mahō shōjo Lyrical Nanoha (2004)
- Mahō shōjo Lyrical Nanoha A's (2005)
- Inukami! (2006)
- Mahō shōjo Lyrical Nanoha StrikerS (2007)
- Sekirei (2008)
- White Album (2009)
- Asura Cryin' (2009)
- Asura Cryin' 2 (2009)
- Sekirei ~Pure Engagement~ (2010)
- Dog Days (2011, 2012, 2015)
- Mushibugyō (2013)
- Trinity Seven (2014)
- Ōya-san wa shishunki! (2016)
- Idol Memories (2016)
- Bermuda Triangle: Colorful Pastrale (2019)
- Arte (2020)
- Tonikawa: Over the Moon for You (2020)
- Blue Period (2021)
- Demon Slave (2023)[3]

### OAV
- Triangle Heart ~sweet songs forever~ (2003)
- Sekirei (2008)
- Sekirei ~Pure Engagement~ (2010)
- Trinity Seven (2015)

### Film d'animazione
- Inukami! The Movie: tokumei reiteki sōsakan Karina Shirō! (2007)
- Mahō shōjo Lyrical Nanoha The Movie 1st (2010)
- Mahō shōjo Lyrical Nanoha The Movie 2nd A's (2012)
- Mahō shōjo Lyrical Nanoha The Movie 3rd Reflections (2017)